# Premi Goya 2008
La cerimonia di premiazione della 22ª edizione dei Premi Goya si è svolta il 3 febbraio 2008 al Palacio de Congresos di Madrid.

## Vincitori e candidati
I vincitori sono indicati in grassetto, a seguire gli altri candidati.

### Miglior film
- La soledad, regia di Jaime Rosales
- The Orphanage (El orfanato), regia di Juan Antonio Bayona
- Le 13 rose (Las 13 rosas), regia di Emilio Martínez Lázaro
- Siete mesas de billar francés, regia di Gracia Querejeta

### Miglior regista
- Jaime Rosales - La soledad
- Icíar Bollaín - Mataharis
- Emilio Martínez Lázaro - Le 13 rose (Las 13 rosas)
- Gracia Querejeta - Siete mesas de billar francés

### Miglior attore protagonista
- Alberto San Juan - Bajo las estrellas
- Alfredo Landa - Luz de domingo
- Álvaro de Luna - El prado de las estrellas
- Tristán Ulloa - Mataharis

### Migliore attrice protagonista
- Maribel Verdú - Siete mesas de billar francés
- Blanca Portillo - Siete mesas de billar francés
- Belén Rueda - The Orphanage (El orfanato)
- Emma Suárez - Bajo las estrellas

### Miglior attore non protagonista
- José Manuel Cervino - Le 13 rose (Las 13 rosas)
- Raúl Arévalo - Siete mesas de billar francés
- Julián Villagrán - Bajo las estrellas
- Emilio Gutiérrez Caba - La torre de Suso
- Carlos Larrañaga - Luz de domingo

### Migliore attrice non protagonista
- Amparo Baró - Siete mesas de billar francés
- Geraldine Chaplin - The Orphanage (El Orfanato)
- Nuria González - Mataharis
- María Vázquez - Mataharis

### Miglior attore rivelazione
- José Luis Torrijo - La soledad
- Óscar Abad - El prado de las estrellas
- Gonzalo de Castro - La Torre de Suso
- Roger Princep - The Orphanage (El Orfanato)

### Migliore attrice rivelazione
- Manuela Velasco -  Rec
- Gala Évora - Dreamgirls
- Bárbara Goenaga - Nickname: Enigmista
- Nadia de Santiago - Una notte al museo

### Miglior regista esordiente
- Juan Antonio Bayona - The Orphanage (El Orfanato)
- Tom Fernández - La Torre de Suso
- David e Tristán Ulloa - Pudor
- Félix Viscarret - Bajo las estrellas

### Miglior sceneggiatura originale
- Sergio G. Sánchez - The Orphanage (El Orfanato)
- Icíar Bollaín e Tatiana Rodríguez - Mataharis
- Ignacio Martínez de Pisón - Le 13 rose (Las 13 rosas)
- Gonzalo Suárez - Oviedo Express
- Gracia Querejeta e David Planell - Siete mesas de billar francés

### Miglior sceneggiatura non originale
- Félix Viscarret - Bajo las estrellas
- Ventura Pons - Barcelona, (un mapa)
- Laura Santullo - La zona
- Tristán Ulloa - Pudor
- Imanol Uribe - La carta esférica

### Miglior produzione
- Sandra Hermida - The Orphanage (El Orfanato)
- Juan Carmona e Salvador Gómez Cuenca - Luz de domingo
- Martín Cabañas - Le 13 rose (Las 13 rosas)
- Teresa Cepeda - Oviedo Express

### Miglior fotografia
- José Luis Alcaine - Le 13 rose (Las 13 rosas)
- Álvaro Gutiérrez - Bajo las estrellas
- Ángel Iguacel - Siete mesas de billar francés
- Carlos Suárez - Oviedo Express

### Miglior montaggio
- David Gallart - Rec
- Fernando Pardo - Le 13 rose (Las 13 rosas)
- Elena Ruiz - The Orphanage (El Orfanato)
- Nacho Ruiz Capillas - Siete mesas de billar francés

### Miglior colonna sonora
- Roque Baños - Le 13 rose (Las 13 rosas)
- Carles Cases - Oviedo Express
- Míkel Salas - Bajo las estrellas
- Fernando Velázquez - The Orphanage (El Orfanato)

### Miglior canzone
- Fado da saudade di Fernando Pinto Do Amaral e Carlos Do Carmo - Fados
- Circus honey blues di Víctor Reyes e Rodrigo Cortés - Concursante
- La vida secreta de las pequeñas cosas di David Broza e Jorge Drexler - Cándida
- Pequeño paria di Daniel Melingo - El niño de barro

### Miglior scenografia
- Josep Rosell - The Orphanage (El Orfanato)
- Wolfgang Burmann - Oviedo Express
- Edou Hydallgo - Le 13 rose (Las 13 rosas)
- Gil Parrondo - Luz de domingo

### Migliori costumi
- Lena Mossum - Le 13 rose (Las 13 rosas)
- Sonia Grande - Lola, la película
- Lourdes de Orduña - Luz de domingo
- María Reyes - The Orphanage (El Orfanato)

### Miglior trucco e acconciatura
- Lola López e Itziar Arrieta - The Orphanage (El Orfanato)
- Lourdes Briones e Fermín Galán - Oviedo Express
- Mariló Osuna, Almudena Fonseca e José Juez - Le 13 rose (Las 13 rosas)
- José Quetglas e Blanca Sánchez - El corazón de la tierra

### Miglior sonoro
- Xavi Mas, Marc Orts e Oriol Tarragó - The Orphanage (El Orfanato)
- Carlos Bonmati, Alfonso Pino e Carlos Faruolo - Le 13 rose (Las 13 rosas)
- Licio Marcos de Oliveira e Bernat Aragonés - Tuya siempre
- Iván Marín, José Antonio Bermúdez e Leopoldo Aledo - Siete mesas de billar francés

### Migliori effetti speciali
- David Martí, Montse Ribé, Pau Costa, Enric Masip, Lluis Castells e Jordi San Agustín - The Orphanage (El Orfanato)
- Reyes Abades e Álex G. Ortoll - El corazón de la tierra
- David Ambit, Enric Masip e Álex Villagrasa - Rec
- Pau Costa, Raúl Ramanillos e Carlos Lozano - Le 13 rose (Las 13 rosas)

### Miglior film d'animazione
- Nocturna, una aventura mágica, regia di Víctor Maldonado e Adriá García
- Azur e Asmar (Azur et Asmar), regia di Michel Ocelot
- Betizu eta urrezko zintzarria, regia di Egoitz Rodríguez Olea
- En busca de la piedra mágica, regia di Lenard F. Krawinkel e Holger Tappe

### Miglior documentario
- Invisibles, regia di Isabel Coixet, Win Wenders, Fernando León de Aranoa, Mariano Barroso e Javier Corcuera
- El productor, regia di Fernando Méndez-Leite
- Fados, regia di Carlos Saura
- Lucio, regia di Aitor Arregui e José María Goenaga

### Miglior film straniero in lingua spagnola
- XXY - Uomini, donne o tutti e due? (XXY), regia di Lucía Puenzo
- La edad de la peseta, regia di Pavel Giroud
- Mariposa negra, regia di José Lombardi
- Padre nuestro, regia di Rodrigo Sepúlveda

### Miglior cortometraggio di finzione
- Salvador (Historia de un milagro cotidiano), regia di Abdelatif Abdeselam Hamed
- El pan nuestro, regia di Aitor Merino Unzueta
- Padam..., regia di José Manuel Carrasco Fuentes
- Paseo, regia di Arturo Ruiz Serrano
- Proverbio chino, regia di Javier San Román

### Miglior cortometraggio documentario
- El hombre feliz, regia di Isabel Lucina Gil Márquez
- Carabanchel, un barrio de cine, regia di Juan Carlos Zambrana
- El anónimo Caronte, regia di Toni Bestard
- Valkirias, regia di Eduardo Soler

### Miglior cortometraggio d'animazione
- Tadeo Jones y el sótano maldito, regia di Enrique Gato Borregán
- Atención al cliente, regia di Marcos Valín e David Alonso
- El bufón y la infanta, regia di Juan Ramón Galiñanes García
- La flor más grande del mundo, regia di Juan Pablo Etcheverry
- Perpetuum mobile, regia di Raquel García-Ajofrin Virtus ed Enrique García Rodríguez

### Premio Goya alla carriera
- Alfredo Landa